# Effetto Kerr
L'effetto Kerr è un fenomeno per cui quasi tutte le sostanze trasparenti isotrope,  se sottoposte a un campo elettrico, subiscono una variazione nelle proprietà ottiche, presentando il fenomeno della birifrangenza. Il comportamento è come quello di cristallo monoassico con asse ottico parallelo al campo elettrico. È stato scoperto dallo scozzese John Kerr.
Sperimentalmente si trova che la differenza tra gli indici di rifrazione straordinario e ordinario è data da:
{\displaystyle \ n_{s}-n_{o}=KE^{2}\lambda }
dove {\displaystyle \ E^{2}} è il modulo quadro del campo elettrico applicato, λ la lunghezza d'onda incidente e K è una costante, detta costante di Kerr, che dipende dalla temperatura, decrescendo al crescere di questa. 

## Applicazioni
Una tipica applicazione di questo effetto è la cella di Kerr. Essa altro non è che un condensatore con dielettrico posto tra due polarizzatori incrociati. In assenza di campo elettrico tra le armature del condensatore l'intensità dell'onda trasmessa dal secondo polarizzatore è nulla. Quando, tramite l'applicazione di una tensione, si genera un campo elettrico tra le armature del condensatore, viene indotto uno sfasamento sull'onda. All'uscita della cella l'onda sarà polarizzata ellitticamente e il secondo polarizzatore trasmetterà solo la componente parallela al suo asse ottico.
Mezzi che manifestano l'effetto Kerr si chiamano mezzi di Kerr e trovano utilizzo nella produzione di laser a impulsi.
L'effetto Kerr è anche uno degli effetti non lineari in fibra ottica.